# Urbano Ortega
Urbano Ortega Cuadros (Beas de Segura, 22 dicembre 1961) è un allenatore di calcio ed ex calciatore spagnolo, di ruolo difensore.

## Carriera

### Giocatore

#### Club
Urbano Ortega è nato a Beas de Segura, e ha iniziato a giocare a calcio nelle giovanili della squadra locale del Real Jaén, fino a quando non viene notato dall'Espanyol, che lo fa esordire in prima squadra nel 1979, e disputa tre stagioni totalizzando 54 presenze e 5 reti.
Nel 1982 si trasferisce al Barcellona, con la squadra catalana disputa nove stagioni collezionando 122 presenze e 7 reti. Questo è il periodo più ricco di successi della sua carriera, infatti vince 2 Campionati spagnoli, 3 Copa del Rey, 1 Supercoppa di Spagna, 2 Copa de la Liga e 1 Coppa delle Coppe.
Successivamente, terminata la sua carriera al Barcellona, fa ritorno all'Espanyol, dove resta per due stagione, disputando 59 partite con 3 goal, prima di trasferirsi nelle sue ultime stagioni da calciatore al Lleida e dopo al Merida.

#### Nazionale
Urbano gioca per le nazionali spagnola Under-18, Under-21 e nella nazionale Olimpica Under-23 con cui nel 1980 disputa le Olimpiadi di Mosca.

### Allenatore
Inizia la carriera da allenatore nel 2003 come assistente di Esteban Vigo in numerosi club tra cui la Dinamo Bucarest, per poi diventare osservatore per Barcellona e Villareal.
Nel 2009 approda all'Espanyol come delegato del club.

## Palmarès

### Giocatore

#### Competizioni nazionali
- Campionato spagnolo: 2

Barcellona: 1984-1985, 1990-1991
- Coppa di Spagna: 3

Barcellona: 1982-1983, 1987-1988, 1989-1990
- Coppa della Liga: 2

Barcellona: 1983, 1986
- Supercoppa di Spagna: 1

Barcellona: 1983

### Competizioni internazionali
- Coppa delle Coppe: 1

Barcellona: 1988-1989